# Divisions administratives du Troisième Reich

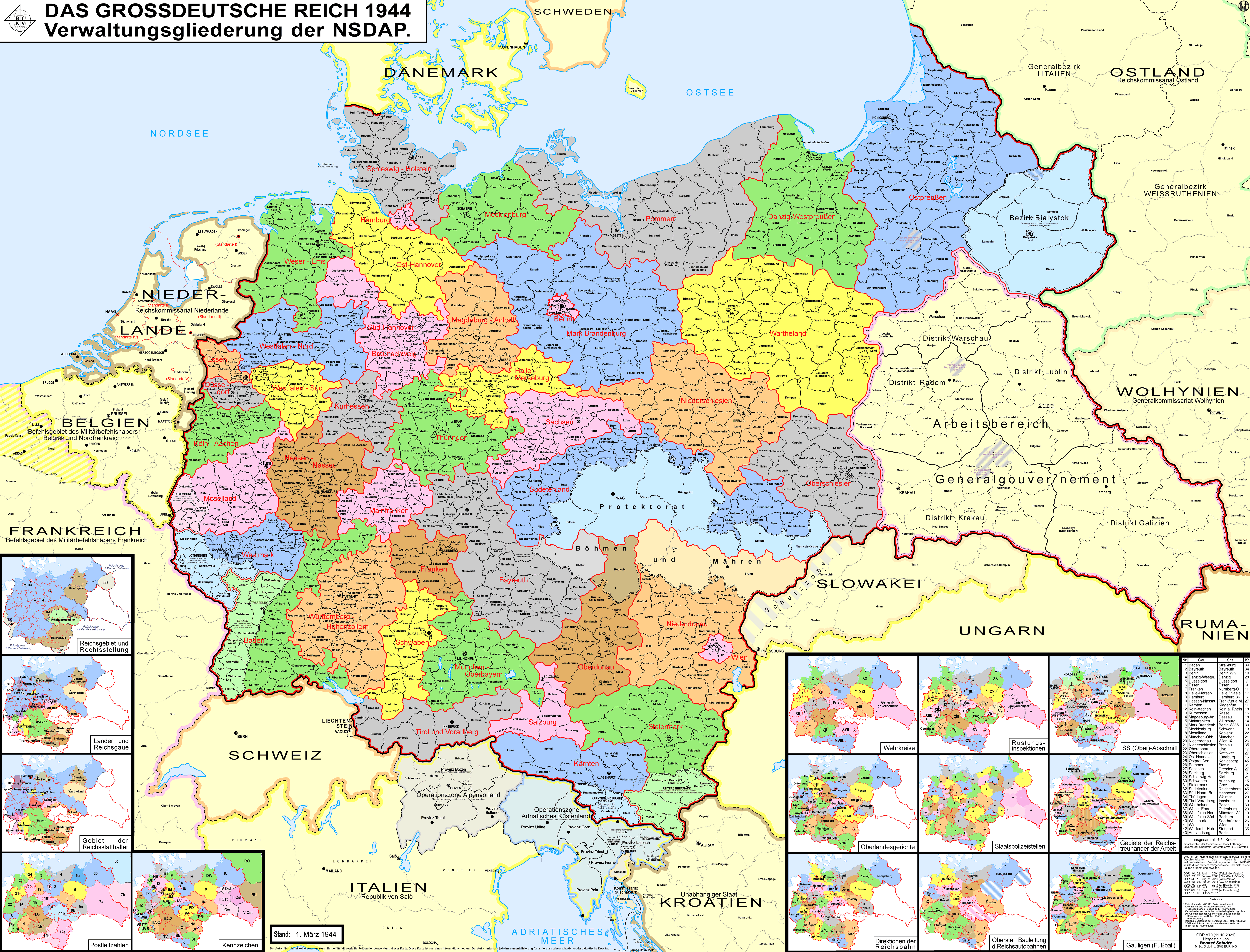
Divisions administratives de l’Allemagne nazie en 1944.

Allemagne 1919–1937.

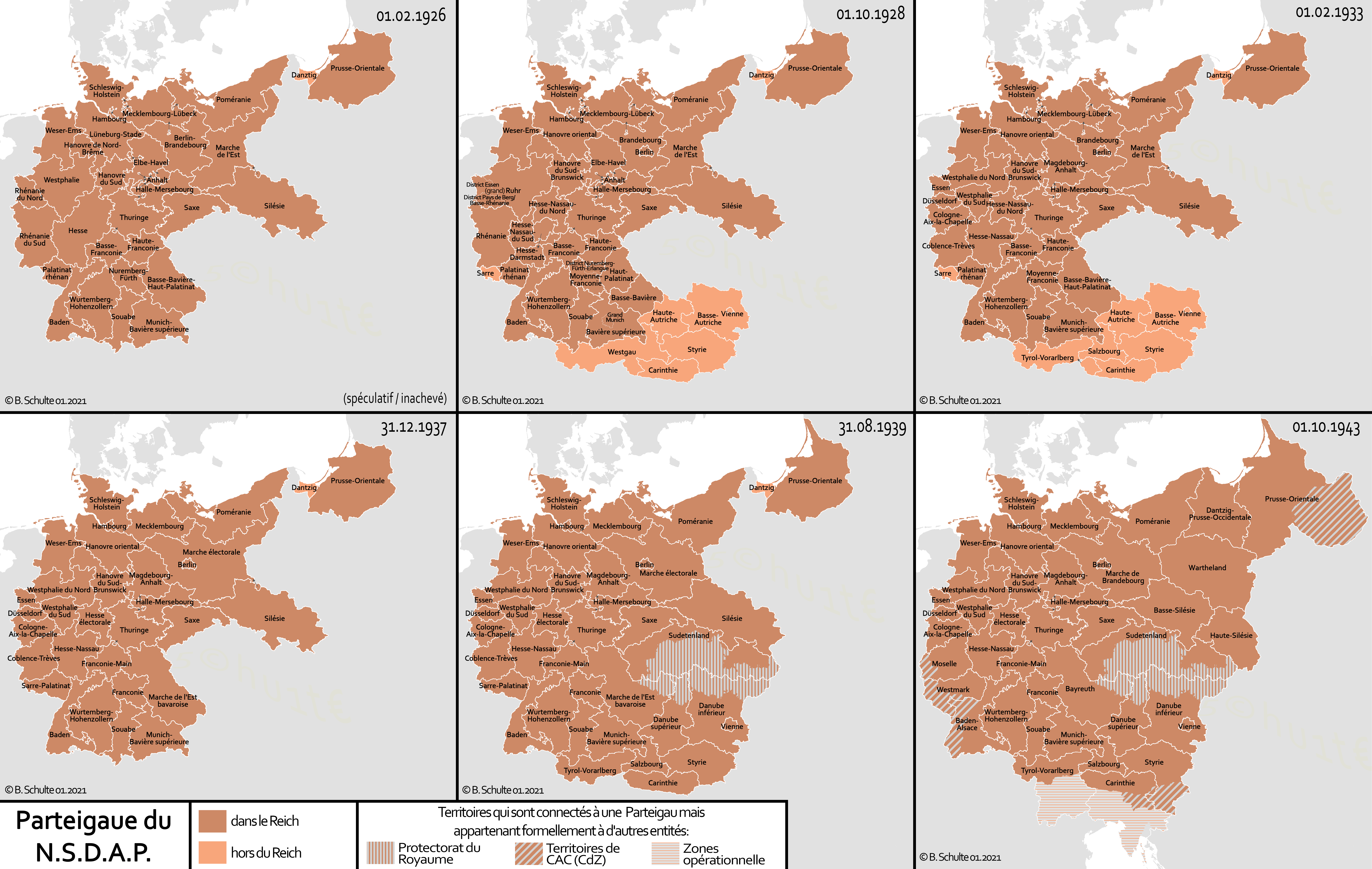
Gaue du NSDAP 1926, 1928, 1933, 1937, 1939 et 1944.

Dès leur arrivée au pouvoir en mars 1933, Adolf Hitler et le NSDAP firent adopter la Loi des pleins pouvoirs. En alléguant vouloir résoudre la misère et la détresse du peuple allemand, le régime nazi modifia la Constitution, limita fortement les libertés individuelles, accentua le processus dit de la Gleichschaltung et fit de l’Allemagne un État totalitaire.
En 1934, les Länder qui subdivisaient administrativement la République de Weimar (seize républiques ou États libres auxquels s’ajoutaient les villes libres de Brême, Hambourg et Lübeck, en 1920 s’ajoutèrent sept États de Thuringe) furent supprimés et remplacés par des Gaue (au singulier : Gau) qui devinrent de facto les divisions administratives de l'Allemagne nazie. La manœuvre des dirigeants nazis était claire : avoir un contrôle permanent et total sur toutes les parties et composantes de l’Allemagne.

## Contrôle total
Les Gaue instaurées par les nazis avaient été dessinées dès 1926 en tant que « districts du Parti », répartis au sein des différents États allemands et provinces de Prusse, tels que ceux-ci avaient été définis à la fin de la Première Guerre mondiale.
Chaque Gau reçut un responsable administratif appelé Gauleiter, choisi et désigné par Hitler lui-même. Si les Länder et les Provinces prussiennes continuèrent d’exister, elles furent réduites à un organe rudimentaire attaché à un Gau. Ce processus du Gleichschaltung visait à cadenasser la gestion et le contrôle de l’ensemble du pays.
Au total, l’Allemagne fut partagée en 32 Gaue en 1934. À l’écroulement du régime nazi en 1945, le nombre de Gaue était passé à 42.
Toutes les régions annexées par les Nazis en 1938 (l’Autriche après l’Anschluss de mars et le territoire des Sudètes après la signature des accords de Munich, en septembre), puis en 1939 la région de Klaipėda (ou Memelland en Lituanie), et enfin toutes les régions conquises militairement durant la Seconde Guerre mondiale furent incorporées dans le système des Gaus ou furent organisées en Reichsgaus (l’un et l’autre étaient similaires excepté leur appellation). Les Gauleiters cumulaient leur fonction avec celle de Reichsstatthalter, ce qui jumelait les sphères du parti avec celle de l’État.
Après la défaite de 1945 et selon les termes convenus entre eux par les Alliés, lors de la conférence de Yalta, l’Allemagne perdit non seulement les territoires annexés par la diplomatie ou la conquête militaire, mais aussi des régions qu’elle possédait avant l’arrivée au pouvoir des nazis. De plus, quand s’enclencha le processus de la guerre froide, le territoire allemand se retrouva partagé en deux nations distinctes pendant près d’un demi-siècle.

## Gaue, Reichsgaue et Länder
Les Gaue coexistèrent en parallèle avec les anciennes subdivisions de la République de Weimar dont le découpage administratif fut maintenu inchangé. Le projet d’abolir les Länder fut finalement abandonné parce qu’Hitler renonça à poursuivre ses réformes structurelles prévues (Reichsreform), essentiellement par crainte de déplaire à divers dirigeants locaux du Parti nazi. Pour les mêmes raisons, les frontières des Gaus restèrent identiques au travers de l’Allemagne. Après 1938, certains Gaus furent ajoutées par annexion ou conquête militaire.
Mais si les Länder continuèrent d’exister, leur rôle réel et leur pouvoir furent pratiquement nuls. Au sein des subdivisions administratives, le pouvoir fut aux mains des Gaulteiters et non plus des Ministres-Présidents. Ces Gauleiters étaient nommés directement par Hitler et ne rendaient des comptes qu’à lui seul. Les interférences étaient rares et leur pouvoir absolu.
Cette redistribution administrative totale des responsabilités concerna tous les domaines d'activités. Ainsi, le ministère nazi des Sports (Nationalsozialistischer Reichsbund für Leibesübungen - NSRL), après avoir rassemblé et réorganisé, sous sa seule autorité, toute l'activité sportive allemande, implémenta les gauligen. 

### Gaue établies en 1934
| Nom français                  | Nom allemand             | Capitale                    | établie en… | Notes |
| ----------------------------- | ------------------------ | --------------------------- | ----------- | --- |
| Gau Baden                     | Pays de Bade             | Carlsruhe                   | 1934        | Formé de l’État du Pays de Bade auquel s’ajoutèrent, après 1940, les départements français des Bas-Rhin et Haut-Rhin.                                                                |
| Gau Bayreuth                  | Bayreuth                 | Bayreuth                    | 1934        | Formé d’une partie de la Bavière ; incorpora des parties de la Tchécoslovaquie à partir de 1938, Initialement, il porta le nom de Bayerische Ostmark jusqu’en 1942.                  |
| Gau Düsseldorf                | Düsseldorf               | Düsseldorf                  | 1934        | Formé de la moitié Nord de la province prussienne du Rhin. |
| Gau Prusse-Orientale          | Ostpreußen               | Königsberg                  | 1934        | Formé de la province de Prusse-Orientale ; à partir de 1939, incorpora des parties du territoire polonais.                                                                           |
| Gau Hanovre oriental          | Ost-Hannover             | Lunebourg                   | 1934        | Formé des parties Nord, centrale et Est de la province prussienne de Hanovre. |
| Gau Kurhessen                 | Kurhessen                | Cassel                      | 1934        | Formé de la moitié Nord de la province prussienne de Hesse-Nassau. |
| Gau Cologne-Aix-la-Chapelle   | Köln-Aachen              | Cologne                     | 1934        | Formé de la partie Nord et centrale de la province prussienne du Rhin. |
| Gau Essen                     | Essen                    | Essen                       | 1934        | Formé de la partie Nord de la province prussienne du Rhin. |
| Gau Franconie                 | Franken                  | Nuremberg                   | 1934        | Formé d’une partie de la Bavière. |
| Gau Grand-Berlin              | Groß-Berlin              | Berlin                      | 1934        | Formé par le Grand Berlin. |
| Gau Halle-Mersebourg          | Halle-Merseburg          | Halle                       | 1934        | Formé de la partie Sud de la province prussienne de Saxe. |
| Gau Hambourg                  | Hamburg                  | Hambourg                    | 1934        | Formé par l’État de la ville libre de Hambourg. |
| Gau Hesse-Nassau              | Hessen-Nassau            | Francfort-sur-le-Main       | 1934        | Formé de l’État de Hesse et de la moitié Sud de la province prussienne de Hesse-Nassau.                                                                                              |
| Gau Coblence-Trèves           | Koblenz-Trier            | Coblence                    | 1934        | Formé de la moitié sud de la province prussienne du Rhin ; renommé Gau Moselle (Moselland) en 1942, après l’incorporation du Grand-Duché du Luxembourg.                              |
| Gau Basse-Silésie             | Niederschlesien          | Breslau                     | 1934        | Formé par la province prussienne de Basse-Silésie. |
| Gau Magdebourg-Anhalt         | Magdeburg-Anhalt         | Dessau                      | 1934        | Formé de l’État libre d’Anhalt et de la moitié Nord de la province prussienne de Saxe.                                                                                               |
| Gau Franconie-Main            | Mainfranken              | Wurtzbourg                  | 1934        | Formé d’une partie de la Bavière. |
| Gau Marche de Brandenbourg    | Mark Brandenburg         | Berlin                      | 1934        | Formé de la province prussienne de Brandebourg. |
| Gau Mecklembourg              | Mecklenburg              | Schwerin                    | 1934        | Formé par l’État libre de Mecklembourg-Strelitz et de l’État libre de Mecklembourg-Schwerin.                                                                                         |
| Gau Munich-Bavière supérieure | München-Oberbayern       | Munich                      | 1934        | Formé par une partie de la Bavière. |
| Gau Poméranie                 | Pommern                  | Stettin                     | 1934        | Formé par la province prussienne de Poméranie. |
| Gau Sarre-Palatinat           | Saarpfalz                | Neustadt an der Weinstraße  | 1934        | Formée par la région bavaroise du Palatinat et l'ancien territoire du bassin de la Sarre ; renommé Gau Westmark en 1940 après l’incorporation du département français de la Moselle. |
| Gau Saxe                      | Sachsen                  | Dresde                      | 1934        | Formée par l’État libre de Saxe. |
| Gau Schleswig-Holstein        | Schleswig-Holstein       | Kiel                        | 1934        | Formé par la province prussienne du Schleswig-Holstein, de la ville libre de Lübeck et de parties détachées de l’État libre d’Oldenburg.                                             |
| Gau Süd Hanovre-Brunswick     | Südhannover-Braunschweig | Hanovre                     | 1934        | Formé par l’État libre de Brunswick et les parties méridionales et occidentale de la province de Hanovre.                                                                            |
| Gau Souabe                    | Schwaben                 | Augsbourg                   | 1934        | Formé par une partie de Bavière. |
| Gau Thuringe                  | Thüringen                | Weimar                      | 1934        | Formé par l’État de Thuringe et des parties adjacente de la province prussienne de Saxe.                                                                                             |
| Gau Haute-Silésie             | Oberschlesien            | Katowice (à partir de 1939) | 1934        | Formé par la province prussienne de Haute-Silésie ; incorpora des parties territoire polonais après 1939.                                                                            |
| Gau Weser-Ems                 | Weser-Ems                | Oldenbourg                  | 1934        | Formé de l’État libre d’Oldenbourg (sauf les parties détachées), de la ville hanséatique libre de Brême et de la partie extrême occidentale de la province prussienne de Hanovre.    |
| Gau Westphalie du Nord        | Westfalen-Nord           | Münster                     | 1934        | Formé de l’État libre de Lippe et de la partie Nord de la province prussienne de Westphalie.                                                                                         |
| Gau Westphalie du Sud         | Westfalen-Süd            | Dortmund                    | 1934        | Formé de la partie Sud de la province prussienne de Westphalie. |
| Gau Württemberg-Hohenzollern  | Württemberg-Hohenzollern | Stuttgart                   | 1934        | Formée de l’État populaire libre de Wurtemberg et de la province prussienne de Hohenzollern.                                                                                         |

### Reichsgauecréées dans les années 1930
En 1938, après l’Anschluss (annexion de l’Autriche) et la signature des accords de Munich, de nouveaux Reichsgaus furent établies.
Le territoire des Sudètes devint le Reichgau Sudentenland. Par contre les parties méridionales de la Tchécoslovaquie (aussi concernées par les accords de Munich) furent incorporées aux Reichgaus des Danube inférieur et supérieur.
| Noms français                    | Noms allemand    | Capitales             | établies en… | Notes |
| -------------------------------- | ---------------- | --------------------- | ------------ | --- |
| Reichsgau Carinthie              | Kärnten          | Klagenfurt            | 1938         | Formée de l’ancien État fédéral autrichien de Carinthie et l’Est du Tyrol ; incorpora des parties de la Slovénie à partir de 1941.                                                                |
| Reichsgau Danube inférieur       | Niederdonau      | Vienne                | 1938         | Formée de l’ancien État fédéral autrichien de Basse-Autriche (Nieder Österreich) et la partie Nord du Burgenland ; incorpora des parties méridionales de la Moravie à partir de 1939.             |
| Reichsgau Danube supérieur       | Oberdonau        | Linz                  | 1938         | Formée de l’ancien État fédéral autrichien de Haute-Autriche (Ober Österreich) et de l’Ausseerland, d’une partie de la Styrie ; incorpora des parties méridionales de la Bohême à partir de 1939. |
| Reichsgau Salzbourg              | Salzburg         | Salzbourg             | 1938         | Formée de l’ancien État fédéral autrichien de Salzbourg |
| Reichsgau Territoire des Sudètes | Sudetenland      | Liberec (Reichenberg) | 1938         | Formée avec les parties essentiellement germanophones de la Tchécoslovaquie qui furent cédées à l’Allemagne nazie par les accords de Munich                                                       |
| Reichsgau Styrie                 | Steiermark       | Graz                  | 1938         | Formée par l’ancien État fédéral autrichien de Styrie et la partie méridionale du Burgenland ; incorpora des parties de la Slovénie à partir de 1941.                                             |
| Reichsgau Tirol-Vorarlberg       | Tirol-Vorarlberg | Innsbruck             | 1938         | Formé de l’ancien État fédéral autrichien de Vorarlberg et de la partie Nord de l’ancien État fédéral autrichien du Tyrol.                                                                        |
| Reichsgau Vienne                 | Wien             | Vienne                | 1938         | Formé par l’ancien État fédéral autrichien de Vienne et des parties environnantes de la Basse-Autriche (Niederösterreich)                                                                         |

### Reichsgaue établies pendant la Seconde Guerre mondiale
Une fois les territoires polonais et la ville libre de Dantzig annexés au Reich, en 1939, Les Reichsgaue Wartheland et Dantzig-Prusse-Occidentale furent créées. Les territoires de la Pologne annexés avant la guerre ne furent pas joints à ces deux Gaue mais rejoignirent les Gaue voisins de Prusse-Orientale et de Silésie.
En 1940, les départements français du Bas-Rhin, du Haut-Rhin et de la Moselle furent rattachés en 1940, aux Gaue du Sud-Ouest de l’Allemagne (Bade et Sarre-Palatinat).
En 1942 Le Grand-Duché du Luxembourg fut incorporé au Gau Coblence-Trèves qui prit alors le nom de Gau Moselle (Moselland).
En 1944, un Reichgau "Belgique" fut créée et annexé au territoire du IIIe Reich.
| Noms français                | Noms allemands     | Capitales | établies en… | Notes |
| ---------------------------- | ------------------ | --------- | ------------ | --- |
| Reichsgau Danzig Westpreußen | Danzig–Westpreußen | Dantzig   | 1939         | Formé de la ville libre de Dantzig et de la voïvodie de Poméranie occupée par les Allemands dès 1939. |
| Reichsgau Flandern           | Flandern           | Anvers    | 1944         | Formé de la Région flamande de Belgique (néerlandophone), comprenant les provinces d’Anvers, de Flandre-Occidentale, de Flandre-Orientale, de Limbourg, de l’arrondissement de Bruxelles (mais pas la ville elle-même) et de l’arrondissement de Louvain de l’actuel Brabant flamand). |
| Reichsgau Wallonien          | Wallonien          | Namur     | 1944         | Formé de la Région wallonne de Belgique (francophone), comprenant les provinces de Hainaut, Liège, Luxembourg, Namur et de l’actuel Brabant wallon |
| Reichsgau Wartheland         | Wartheland         |           | 1939         | |
| Reichsgau Posen              | Posen              |           | 1939         | Formé initialement de la voïvodie de Poznań et de zones avoisinantes. |

### Auslandsgau
Il y avait aussi un « Gau extraterritorial » ou Auslandsorganisation, composé des membres du NSDAP vivant à l’étranger. Son quartier-général était à Berlin, il était considérée comme la 43e Gau de l’Allemagne nazie.

## Operationszonen(zones opérationnelles)
Après le renversement de Benito Mussolini, le gouvernement italien entame des négociations secrètes avec les Alliés afin de faire basculer l’Italie dans le camp des Alliés. En représailles, les Allemands libérèrent Mussolini (opération Eiche) et le réinstallèrent à la tête d’un État fantoche, la République de Salo dans le Nord de l’Italie (qui reste occupée par l’armée allemande, une large zone s’étendant le long de la Suisse). L'Adriatique devint une Operationszonen qui fut officieusement rattachée à l’Allemagne par le biais d’une Gau adjacente. Il y eut deux zones opérationnelles de ce type :
| Nom français                               | Noms allemands                                | Quartier-général | établie en… | Notes |
| ------------------------------------------ | --------------------------------------------- | ---------------- | ----------- | --- |
| Zone opérationnelle du littoral adriatique | Operationszone Adriatisches Küstenland (OZAK) | Trieste          | 1943        | Formée par la province de Ljubljana (Slovénie actuelle), de la péninsule de l’Istrie, de la province du Frioul et de celle de Gorizia. Elle fut rattachée (pas incorporée) à la Reichsgau de Carinthie. |
| Zone opérationnelle des Préalpes           | Operationszone Alpenvorland (OZAV)            | Bözen-Bolzano    | 1943        | Formée du Sud-Tyrol, du Tretin italien et de petites parties adjacentes du Nord Est de l’Italie. Elle fut rattachée (pas incorporée) à la Reichsgau Tirol-Voralberg.                                    |

## Gouvernement général

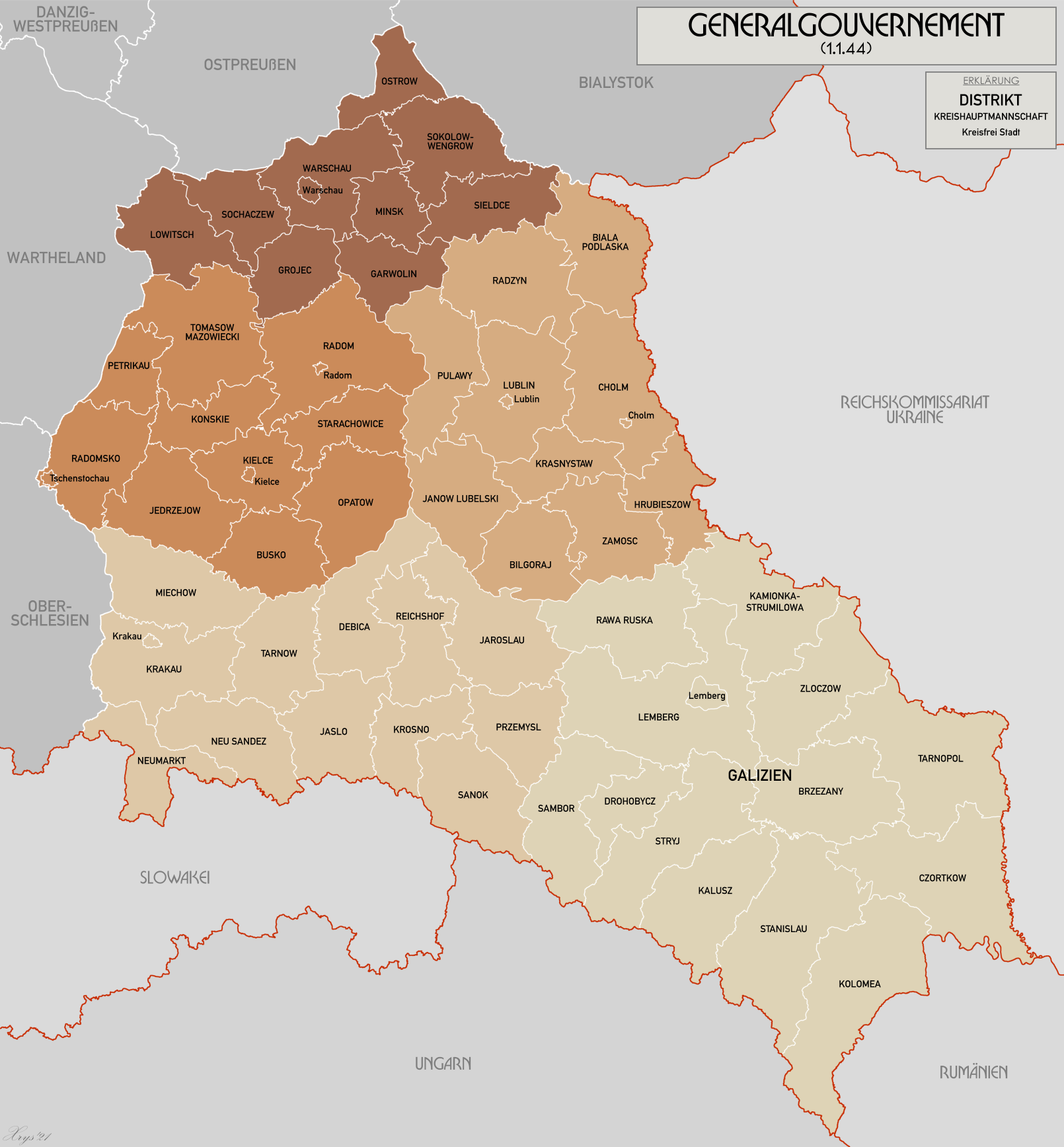
Le gouvernement général en août 1941.

La grande majorité des régions polonaises ne fut pas rattachée au IIIe Reich. Une administration séparée, appelée gouvernement général se vit confier la gestion et le commandement de la Pologne occupée.
Bien que théoriquement localisée en dehors des frontières proprement dites du Reich, cette région fut considérée comme partie intégrante de la Grande Allemagne par les officiels nazis en tant que région autonome, donc en principe pas directement subordonnée au gouvernement de Berlin. 
La Pologne du Gouvernement Général fut partagée en quatre districts : 
- District de Cracovie,
- District de Varsovie,
- District de Lublin,
- District de Radom.

Après l’opération Barbarossa (invasion de l’URSS en 1941), un 5e district fut ajouté, le District de Galicie.

## Protectorat de Bohême et Moravie

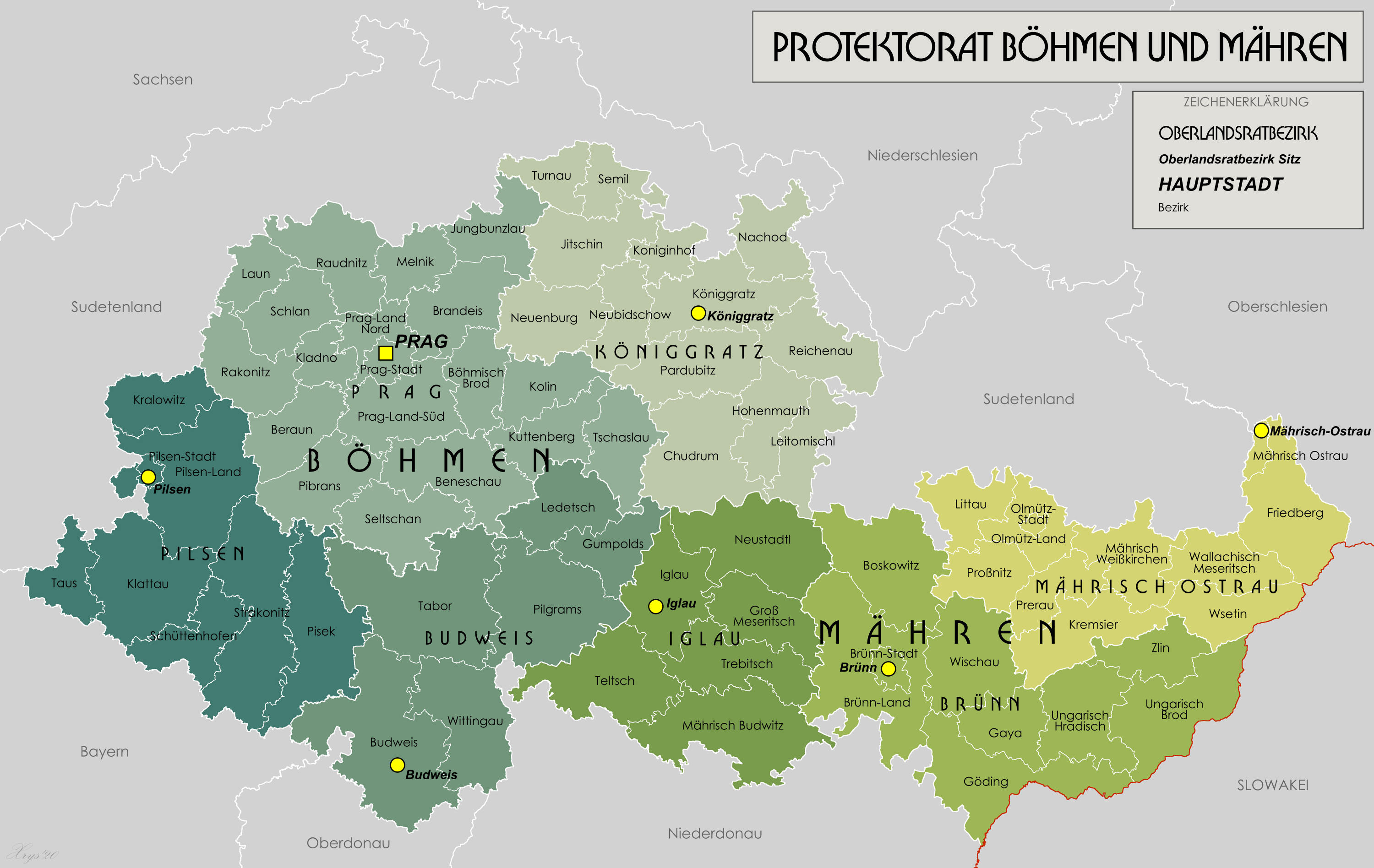
Protectorat de Bohême et Moravie.

Après que la conférence de Munich eut garanti aux Allemands le contrôle d’une part considérable de la Tchécoslovaquie, le reste du territoire tchécoslovaque fut soumis aux lois allemandes en mars 1939. La Slovaquie devint ainsi un État séparé (mais satellite) de l’Allemagne, pendant que les territoires tchèques furent renommés Protectorat de Bohême-Moravie sous domination allemande.
Deux structures différentes existèrent pour l’administration de ce Protectorat. Celui-ci fut partagé en deux Länder : la Bohême et la Moravie qui furent à leur tour divisées en plus petites entités. Le NSDAP y implémenta différentes formes d’organisations en quatre districts qui furent administrativement subordonnés aux Gaus et Reichsgaus voisines : Gau Sudetenland, Gau Bayreuth (Gau Bayerische Ostmark jusqu'en 1942), Gau Danube inférieur et Gau Danube supérieur.

## Futurs districts planifiés
Le gouvernement nazi entretint en permanence une pratique agressive d’expansion territoriale (expansionnisme), et voulut poursuivre l’agrandissement de son territoire déjà important. 
Ce fut pour cela que dans la perspective de l'élargissement potentiel du Grand Reich, de nouveaux districts furent planifiés par les idéologues nazis, les officiels gouvernementaux et les départements de planification du territoire. Ces expansions territoriales envisagées suivirent deux logiques différentes :
- Expansion territoriale en Europe orientale (Espace vital)
- Annexion des pays germaniques

### Expansion territoriale en Europe orientale (Espace vital)
De manière à étendre ce qu’Hitler appelait le Lebensraum, l’espace vital du peuple allemand, les Nazis provoquèrent de grandes transhumances, obligeant des populations entières de Slaves à quitter leur lieu de vie pour permettre l’installation d’Allemands, afin de germaniser des régions entières. Des villes entières furent affamées afin d’éliminer les habitants ou les contraindre à partir, quand ce ne fut pas la mise en esclavage. Ces procédés barbares se combinèrent avec un autre encore plus terrifiant l’horrible génocide de la population juive.
La politique raciale et raciste des Nazis planifia la colonisation germanique des territoires militairement conquis en Europe de l'Est. Il y eut ainsi la mainmise sur ce qui était appelé les Siedlungsmarken ou Reichsmarken (Marches) de l’Ingermannland (Ingrie), le Territoire de Memel en Lituanie, mais aussi, à l’opposé au Sud, de la Crimée.
La Crimée devait ainsi être considérée et réorganisée comme le Gotengau (le Gau des Goths), en l’honneur des anciens peuples Goths qui s’y étaient installés. Lors d’une conférence tenue le 16 juillet 1941, les nazis discutèrent de la future organisation des territoires soviétiques conquis. Hitler y déclara son intention de non seulement germaniser les régions mentionnées ci-dessus, mais aussi de compter toute la région des États baltes (Reichskommissariat Ostland), la région de la Volga et le district de Bakou (dans l’actuelle Azerbaïdjan) dans les futurs Reichsgebieten (territoires du Reich).
La région centrale et supérieure de la vallée de la Vistule (placée sous l’autorité du Gouvernement Général) fut discutée abondamment pour devenir le Vandalengau (Gau des Vandales) ou jusqu’à cinq nouveaux Reichsgaue seraient créées.
Une proposition faite dès 1939 défendit la création d’un Reichsgau Beskidenland, qui se serait étendu de l’Ouest de Cracovie jusqu’à la rivière San dans l’Est.
En Yougoslavie occupée, le représentant nazi Sepp Janko insista pour la création d’un Reichsgau Banat (ou Gau du Prince Eugène). Ce gau aurait englobé les territoires yougoslaves de Banat, une partie de la Transylvanie (Siebenbürgen) et de la Baranya.

### Annexion des pays germaniques
La catégorisation raciale des nazis considérait une classification des peuples d’Europe en groupes ethniques. Ceux étant de souche germanique (les Néerlandais aux Pays-Bas, les Flamands en Belgique, les populations du Danemark, de Norvège et de Suède mais aussi les Anglais) étaient considérés comme faisant partie de la race supérieure, la race aryenne (Herrenrasse, soit « race des seigneurs »),.
Faisant suite à l’Anschluss, que les Nazis estimaient réussie, de l’Autriche au sein de la Grande Allemagne (Großdeutschland), Adolf Hitler décida de suivre la même politique pour tous les autres pays mentionnés ci-dessus. Il les considérait comme dignes de faire partie de son grand Reich.
Cela signifiait que les Pays plats (Flandres et Pays-Bas et toute la Scandinavie) pouvaient être annexés dans une nation allemande encore plus grande (Großgermanisches Reich) qui serait alors partagée en plus petits États et entités administratives, comme le Danemark le fut dans le Gau Nordmark, et les Pays-Bas dans le Gau Westland.
Après leur annexion, la notion même que ces pays aient pu être indépendants et séparés du Reich devait être supprimée définitivement.
Les objectifs voulus pour l’entrée dans une nouvelle ère furent rapidement renforcés : Gleichschaltung. La finalité était que ces nations, malgré leurs dialectes différents, devaient devenir des copies parfaites, du point de vue politique et social, de l’Allemagne nationale-socialiste.
En plus, les nazis avaient l’intention de ramener la frontière occidentale de l’Allemagne à ce qu’elle était du temps du Saint-Empire romain germanique, soit depuis l’embouchure de la Somme jusqu’au lac Léman. La partie est de la France, la zone occupée, devait être annexée au Reich sous le nom de Reichsgau Bourgogne, avec Nancy (Nanzig) comme capitale.

## Sources & Liens externes
- (de) Der große Atlas der Weltgeschichte (en allemand), atlas historique, published: 1990, publisher: Orbis Verlag, Munich,  (ISBN 3-572-04755-2)
- (de) Shoa.de - List of Gaue and Gauleiter